# FK Jedinstvo Lemeš
FK Jedinstvo je nogometni klub iz bačkog sela Lemeša, AP Vojvodina, Srbija.
Sjedište je na adresi Sandora Petofija bb. Igralište se nalazi između Boračke, Sandora Petofija i ceste 105-1, na sjeveru sela.
Osnovan je 1913. godine. Kroz povijest natjecao se u niželigaškim natjecanjima. Dao je nekoliko poznatih prvoligaških igrača:
- Josip Turčik, koji danas igra u Sloveniji (Maribor, Olimpija iz Ljubljane)
- Tibor Szábo, koji je igrao u mađarskom Ferencvárosu.
- Zoltan Szábo, koji je igrao u beogradskom Partizanu i u južnokorejskom Samsungu